# Acanthurus bahianus
Acanthurus bahianus is een baarsachtige vis uit de familie van de doktersvissen (Acanthuridae), die voorkomt in het westen van de Atlantische Oceaan, van Brazilië noordwaarts tot Massachusetts, en in het oosten van de Atlantische Oceaan bij Sint-Helena en Ascension. In sommige Nederlandstalige werken is de soort te vinden onder de naam 'gewone chirurgijnvis'; ook de naam 'bahiadoktersvis' wordt wel voor de soort gebruikt.

## Beschrijving
Acanthurus bahianus kan een maximale lengte bereiken van 38 centimeter. Het lichaam van de vis heeft een gedrongen vorm. De kop is duidelijk convex.
De vis heeft één rugvin en één aarsvin. Er zijn negen stekels en 23 tot 26 vinstralen in de rugvin, drie stekels en 21 tot 23 vinstralen in de aarsvin.

## Leefwijze
De soort is een zoutwatervis die voorkomt in tropische wateren. Hij is voornamelijk te vinden in zeeën, rotsachtige wateren en water met veel microscopische planten. De diepte waarop de soort voorkomt is 2 tot 40 meter.
Het dieet van de vis bestaat hoofdzakelijk uit waterplanten en bezinksel.

## Relatie tot de mens
Acanthurus bahianus is voor de visserij van beperkt commercieel belang. De soort wordt gevangen voor commerciële aquaria. Voor de mens is de gewone doktersvis niet geheel ongevaarlijk: de vis is in staat de mens te verwonden.
De soort staat niet op de Rode Lijst van de IUCN.